# منزح بطيني خارجي
المنزح البطيني الخارجي، والمعروف أيضًا باسم فغر البطين أو منزح خارج البطين، هو عبارة عن قسطرة مرنة تُستخدم في جراحة الأعصاب لقياس الضغط داخل القحف، ولعلاج استسقاء الرأس الناتج عن إعاقة التدفق الطبيعي للسائل الدماغي الشوكي، ويكون الغرض الأساسي منها هو تصريف السائل الدماغي الشوكي من الجهاز البطيني. يتم تركيب هذه القسطرة في المراكز التي تتمتع بالتجهيزات الكاملة لجراحات المخ الأعصاب.
تُمثل هذه القسطرة حلاً قصير المدى لعلاج استسقاء الرأس، وإذا لم يتمكن الأطباء من وضع حل نهائي لهذا الاستسقاء، فقد يلجأ الأطباء إلى إجراء عملية تركيب تحويلة دماغية، والتي تُمثل حلا طويل المدى لاستسقاء الرأس.

## تركيب المنزح البطيني الخارجي
يبدأ تركيب القسطرة (المنزح) عن طريق فغر القحف عند نقطة كوشر (منطقة تقع في العظم الجبهي للجمجمة)، ثم وضع طرف القسطرة إما في القرن الأمامي للبطين الجانبي أو وضعها في البطين الثالث. وعادةً ما يتم إدخال القسطرة في الجانب الأيمن من الدماغ، أو في الجانب الأيسر في بعض الحالات، وفي حالات أخرى تكون القسطرة مطلوبة على كلا الجانبين. وتُستخدم القسطرة في مراقبة الضغط داخل القحف في المرضى الذين يعانون من إصابات الدماغ الرضية، والنزيف تحت العنكبوتية، والنزيف المخي وغيرها من أمراض الدماغ التي تؤدي إلى زيادة تراكم السائل الدماغي الشكوي، وتُعد قدرة القسطرة على إزالة منتجات الدم من الفراغات البطينية أمرا هاما، لأن هذه المنتجات تكون مهيجة لأنسجة المخ، ويمكنها أن تُسبب مضاعفات مثل التشنجات الوعائية.

## الرعاية المستمرة
يوضع المنزح بمحاذاة نقطة مرجعية مشتركة تُقابل قاعدة الجمجمة، وعادة ما تكون هذه النقطة هي الزنمة أو قناة الأذن الخارجية، ويُوصل المنزح بسحاحة متدرجة ومغلقة تكون بارتفاع يتوافق مع مستوى ضغط معين، على النحو الذي يحدده الطبيب المسؤول (جراح المخ والأعصاب أو أخصائي العناية المركزة العصبية). ويُعتبر وضع المنزاح في مستوى الضغط المحدد هو أساس تصريف السائل الدماغي الشوكي؛ ويحدد الضغط الهيدروستاتيكي مقدار تصريف السائل، حيث يجب أن يكون ضغط عمود السائل أكبر من وزن السائل الدماغي قبل حدوث التصريف، ولذلك فمن المهم أن يفهم أفراد الأسرة والزوار أن وضع رأس المريض في السرير لا يمكن تغييره دون مساعدة.
يمكن أيضا حساب ضغط التروية الدماغية من خلال معرفة قيمة متوسط ضغط الدم الشرياني، والضغط داخل القحف طبقا للمعادلة التالية: 
ضفط التروية الدماغية = متوسط ضغط الدم الشرياني - الضغط داخل القحف

## المضاعفات
يُعتبر إدخال المنزح إلى الرأس إجراء غَزْوِي (نوع من الإجراءات الطبية يطلب إدخال أدوات داخل الجسم) يرتبط بالعديد من المضاعفات المحتملة:

### النزيف
قد يحدث نزيف على طول مجرى المنزح أو في أحد طبقات السحايا التي تعيق المرور إلى الدماغ، وإذا لم تنجح محاولة حفر أو ثقب الأم الجافية، فقد يقوم الجراح بتشريحها ما قد ينتج عنه نزيفًا ثانويًا يُعرف باسم النزف فوق الجافية أو النزف تحت الجافية، ويُمكن للنزيف الناتج أن يُمثل خطراً على الحياة، كما تزداد قابلية حدوثه إذا كان المريض يعاني من الاعتلال الخثري.

### مضاعفات ميكانيكية
يُمكن تصنيف المضاعفات الميكانيكية المتعلقة بوضع المنزح إلى:
- سوء تموضع المنزح

يُشير مصطلح سوء تموضع المنزح إلى عدم وصول طرف القسطرة إلى موضعها الصحيح (البطين الجانبي أو الثالث)، ويُمكن لسوء التموضع أن يُسبب مشكلات ذات أعراض، في حالة دخول القسطرة إلى مناطق دماغية حرجة مثل المحفظة الغائرة أو الجزء العلوي من جذع الدماغ.
- انسداد المنزح

عادة ما يكون انسداد المنزح بسبب مادة ليفية أو جلطة أو التواء المنزح (القسطرة)، ما ينتج عنه توقف تصريف السائل الدماغي، ومن ثم تورم الدماغ بسبب الضغط المتراكم في البطين، وهو ما يمكنه أن يُحدث تلف دائم في الدماغ.
- التحرك (الهجرة)

تُثبت القسطرة بعد إدخالها إلى الدماغ بدبابيس أو خيوط جراحية، إلا أنه قد تتحرك القطسرة (تهاجر) من مكانها، ما يؤدى إلي تغير موضعها داخل الدماغ، الأمر الذي يترتب عليه خطأ في قياس ضغط المخ أو توقف عملية التصريف.

### العدوى
يمثل المنزح بوابة محتملة لحدوث عدوى خطيرة باعتباره جسم غريب يتم إدخاله إلى الدماغ، وتاريخيا فإن معدل حدوث العدوى المرتبطة بتركيب المنزح كان مرتفعاً للغاية، حيث تراوح من 5٪ إلى أكثر من 20٪، ويمكن أن تتطور هذه العدوى لتأخذ شكل عدوى دماغية أكثر حدة، تُعرف باسم التهاب البطين، ولقد نجحت بروتوكولات مكافحة العدوى في تقليل معدل العدوى إلى أقل من 1٪.  

### المضاعفات العصبية
رغم أن حدوث أي عجز عصبي نتيجة تمرير القسطرة إلى الدماغ يُعتبر أمرا غير شائع، إلا أنه يمكن أن يكون هناك ارتباط بين الحالة العصبية السيئة للمريض وسوء تموضع القسطرة، فقي أحد التقارير حدث إدخال شديد العمق للقطسرة في البطين الرابع، وافترض المؤلفون أن غيبوبة المريض كانت بسبب تهيج التشكل الشبكي، وقد تحسن مستوى وعي المريض بعد تعديل وضع القسطرة.